# Плюсково (Брянская область)
Плюсково — село в Трубчевском районе Брянской области. Входит в состав Юровского сельского поселения.
Находится в 26 км к северу от Трубчевска, в 6 км к северо-западу от села Юрово, в верховьях реки Посорь (приток Десны).
| 2010 | 2013 |
| ---- | ---- |
| 451  | ↘425 |

## История
Упоминается с 1637 как существующее село в составе Трубчевского уезда, у его границы с Брянским уездом. До XVIII века село являлось дворцовым владением; позднее частично стало во владении Левашова, Безобразова, Подлинева, Ершевской, Гагарина. С 1861—1924 относилось к Юровской волости Тру6чевского уезда; с 1924—1929 гг. к волостному центру Почепского уезда; с 1929 года к Трубчевскому району.
Приход села известен с начала XVIII века. Современный каменный храм Петра и Павла на территории села сооружен в 1906 (с 1930-х гг. по 1993 г. не действовал). Строительство было начато в 1902 г. после того, как сгорел предыдущий храм деревянной постройки. Храм Петра и Павла построен на средства Григорьева Ивана Лукьяновича, местного помещика, который 35 лет был ктитором храма. В XIX веке имелся постоялый двор, а в 1869 году была открыта земская школа. В середине XX века в селе появились колхозы «Заря» и «Рассвет».